# Bell 430
Bell 430 – dwusilnikowy śmigłowiec wielozadaniowy, produkcji Bell Helicopter Textron będący zmodernizowaną wersją maszyny Bell 230.

## Historia
Bell rozpoczął wstępne prace projektowe nad powiększoną wersją śmigłowca Bell 230 w 1991 roku. Produkcja Bell 230 zakończyła się w sierpniu 1995 roku, zaś po tym wydarzeniu rozpoczęto produkcję modelu 430. Dostawy pierwszych maszyn rozpoczęły się 1996 roku. W dniu 24 stycznia 2008 roku, firma Bell ogłosiła plany zaprzestania produkcji Bell 430 po zrealizowaniu zobowiązań w 2008 r. Produkcja zakończyła się po ukończeniu 136 egzemplarzy, z których ostatni dostarczono w maju 2008 roku.

## Konstrukcja
Bell 430 posiada kilka znaczących ulepszeń w stosunku do modelu 230, z których najważniejszym jest nowy czterołopatowy, bezłożyskowy, kompozytowy wirnik nośny. Zastosowano silniki firmy Rolls-Royce, które generowały o 10% mocy więcej niż u poprzednika. Inne zmiany obejmują wydłużony kadłub, zapewniając w ten sposób dwa dodatkowe siedzenia, opcjonalną kabinę pilota EFIS oraz do wyboru płozy lub chowane podwozie kołowe. Typowa konfiguracja to dziesięć miejsc (dwóch członków załogi oraz ośmiu pasażerów). W roli maszyny medycznej może przewozić jednego lub dwóch pacjentów na noszach z odpowiednio czterema lub trzema osobami z personelu medycznego. 